# Queer as Folk
Queer as Folk je britanska dramska TV-serija koja govori o životu tri homoseksualca u manchesterskoj homoseksualačkoj četvrti. Scenarij je 1999. godine napisao Russel T. Davis, koji će isto tako napisati njezin nastavak Queer as Folk 2. 
Seriju je producirala Red Production Company za TV-mrežu Channel 4, a 1999. je prikazano 10 epizoda. Nakon prve sezone je snimljen i emitiran dvodjelni nastavak pod nazivom Queer as Folk 2.
Serija je poslužila kao nadahnuće za američko-kanadsku obradu istog imena.